# Alciopina parasitica
Alciopina parasitica is een borstelworm uit de familie Phyllodocidae.
De wetenschappelijke naam werd in 1867 gepubliceerd door René-Édouard Claparède en Paolo Panceri.